# Aedes vexans
Aedes vexans is een muggensoort uit de familie van de steekmuggen (Culicidae). De wetenschappelijke naam van de soort werd in 1830 als Culex vexans gepubliceerd door Johann Wilhelm Meigen.